# University of Kansas Women's Volleyball
La University of Kansas Women's Volleyball è la squadra di pallavolo femminile appartenente alla University of Kansas, con sede a Lawrence (Kansas): milita nella Big 12 Conference della NCAA Division I.

## Storia
Il programma di pallavolo femminile della University of Kansas viene fondato nel 1975 da Jack Isgur, venendo iscritto subito alla AIAW Division I. Nei successivi tre anni la squadra viene affidata a Bob Stanclift e poi a Bob Lockwood, che la guida nella transizione in NCAA Division I. Dopo la gestione di Frankie Albitz e quella di Karen Schonewise, nel 1998 arriva al timone della squadra Ray Bechard, sotto il quale le Jayhawks centrano la prima qualificazione al torneo NCAA del 2003, eliminate al secondo turno.
In seguito le Jayhawks approdano ancora al torneo NCAA nel 2004 e nel 2005, uscendo di scena rispettivamente al secondo e primo turno. Dal 2012 il programma centra costantemente la qualificazione al torneo NCAA, giungendo nell'edizione 2013 fino alla semifinali regionale, per poi centrale la prima qualificazione alla NCAA Final 4 nel 2015, perdendo in semifinale contro le future campionesse della Nebraska. Un anno dopo le Jayhawks vincono per la prima volta la Big 12 Conference, ma in post-season escono di scena al secondo turno.

## Record
| Piazzamento          |    | Edizione                                                  |
| -------------------- | -- | --------------------------------------------------------- |
| Tornei NCAA          | 13 | Semifinali: 1 2015                                        |
| Tornei NCAA          | 13 | Sweet Sixteen: 2 2013, 2021                               |
| Tornei NCAA          | 13 | Secondo turno: 7 2003, 2004, 2012, 2016, 2022, 2023, 2024 |
| Tornei NCAA          | 13 | Primo turno: 3 2005, 2014, 2017                           |
| Titoli di conference | 1  | Big 12 Conference: 1 2016                                 |

## Conference
- Big Eight Conference: 1976-1995
- Big 12 Conference: 1996-

## All-America

### First Team
- Ainise Havili (2015)
- Kelsie Payne (2015, 2016)

### Second Team
- Caroline Jarmoc (2012)

### Third Team
- Caroline Jarmoc (2013)
- Ainise Havili (2016)
- Kelsie Payne (2017)
- Reagan Cooper (2023)
- Camryn Turner (2024)

## Allenatori
- Jack Isgur: 1975
- Bob Stanclift: 1976-1978
- Bob Lockwood: 1979-1984
- Frankie Albitz: 1985-1993
- Karen Schonewise: 1994-1997
- Ray Bechard: 1998-